# Războinicul (Star Trek: Voyager)
„Războinicul” (titlu original: „Warlord”) este al 10-lea episod din al treilea sezon al serialului TV american științifico-fantastic Star Trek: Voyager și al 52-lea în total. A avut premiera la 20 noiembrie 1996 pe canalul UPN.

## Prezentare
Kes este controlată de un despot războinic extraterestru pe nume Tieran (Leigh McCloskey).

## Actori ocazionali
- Anthony Crivello – Adin
- Brad Greenquist – Demmas
- Galyn Görg – Nori
- Charles Emmett – Resh
- Karl Wiedergott – Ameron
- Leigh McCloskey – Tieran